# Pablo Boullosa
Pablo Boullosa Velázquez (Ciudad de México, 1963) es un escritor mexicano. Ha publicado artículos en publicaciones como Reforma, Letras libres, Este País, el suplemento cultural «Confabulario», del diario El Universal, Vuelta, Viceversa, Textual, Marie Claire y Harper’s Bazaar, entre otros. 
Representó a México en The 1996 Asia Pacific Conference of Young Leaders, celebrada en Manila, Filipinas. En 2003 publicó en edición privada 40 y Safo, un estudio sobre distintas versiones de un poema de la poeta griega. En 2005 publicó sus versiones de los Poemas de amor de Marichiko de Kenneth Rexroth en editorial Verdehalago. 
Es además autor del tratado sobre ciudadanía Dilemas clásicos para mexicanos y otros supervivientes (Tomo izquierdo). En televisión, desde 2003 es coconductor del programa La dichosa palabra en el Canal 22 y ha conducido Evolución Cultural en Televisión Azteca. En mayo de 2016 asume la dirección de la revista Este País y, en noviembre, presenta su libro El corazón es un resorte en la Feria Internacional del Libro de Guadalajara. En febrero de 2018, deja la dirección de Este País.
Es hermano de la escritora y dramaturga Carmen Boullosa.

## Libros
- Poemas de amor de Marichiko, México, D.F.: Editorial Verdehalago, 2005.
- Dilemas clásicos para mexicanos y otros supervivientes, México, D.F.: Taurus, 2013.
- El corazón es un resorte, México, D.F.: Taurus, 2016.[4]